# Centromerus fuerteventurensis
Espèce
Centromerus fuerteventurensis est une espèce d'araignées aranéomorphes de la famille des Linyphiidae.

## Distribution
Cette espèce est endémique des îles Canaries. Elle se rencontre sur Fuerteventura, Grande Canarie et El Hierro.

## Description
La femelle holotype mesure 1,25 mm.
Le mâle décrit par Lissner, Suárez, López, Emerson et Oromi en 2024 mesure 1,20 mm et la femelle 1,34 mm.

## Systématique et taxinomie
Cette espèce a été décrite par Wunderlich en 1992.

## Étymologie
Son nom d'espèce, composé de fuerteventur[a] et du suffixe latin -ensis, « qui vit dans, qui habite », lui a été donné en référence au lieu de sa découverte, Fuerteventura.

## Publication originale
- Wunderlich, 1992 : « Die Spinnen-Fauna der Makaronesischen Inseln: Taxonomie, Ökologie, Biogeographie und Evolution. » Beiträge zur Araneologie, vol. 1, p. 1-619.